# Flirten

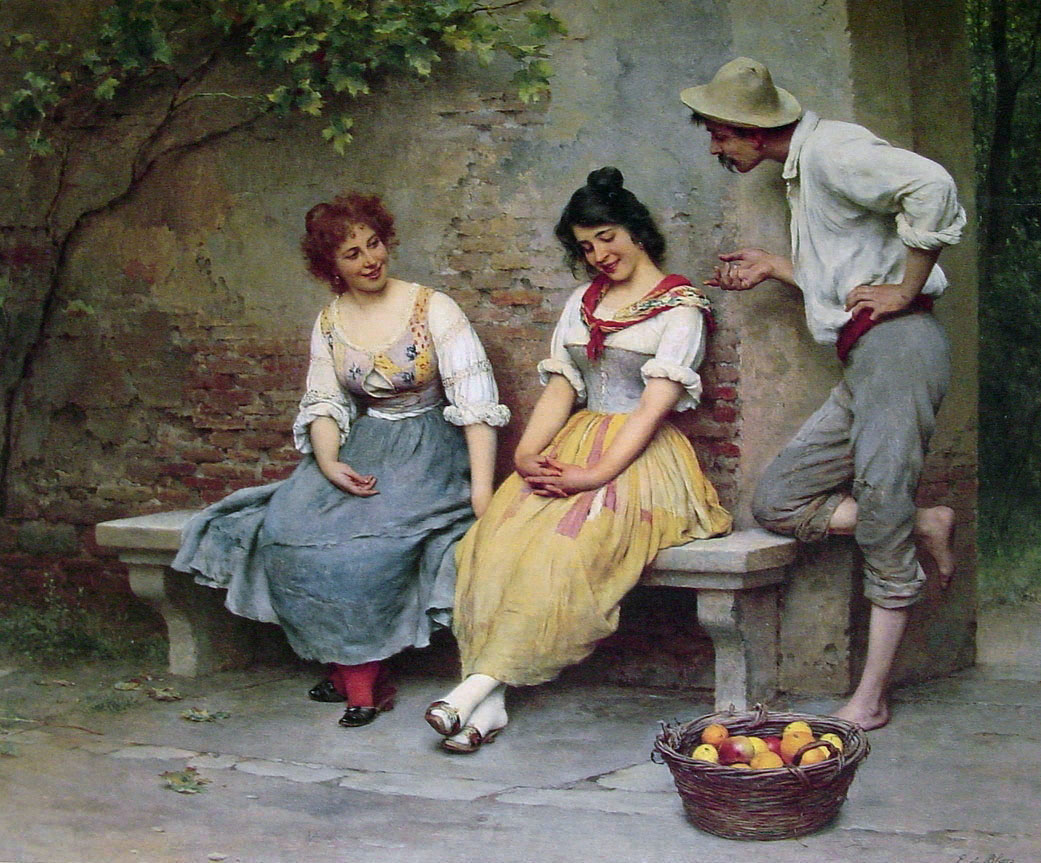
Eugene de Blaas, De Flirt.

Flirten is een vorm van communicatie tussen mensen waarin met sensualiteit wordt gespeeld of seksuele interesse wordt getoond. Deze interactie kan in de vorm van een gesprek, oogcontact of aanraking zijn, maar ook via media verlopen zoals e-mail, chat, telefoon en sms. Een onderdeel is lonken: verleidelijk, uitnodigend kijken.
Flirten is niet alleen luchtig communiceren. Het kan soms ook in de vorm van een zoen en soms ook meer.
Als een flirt niet beantwoord wordt, is deze eenzijdig, bijvoorbeeld als een man verleidelijk voor een vrouw gaat dansen en haar dit niet opvalt.
Naarmate 'flirten' als woord populairder wordt, wordt het ook in meer situaties gebruikt, waarin het niet verwijst naar hofmakerij. Flirten kan zo de volgende betekenissen hebben: 'spelen met', bijvoorbeeld "met gevaar flirten", 'toenadering zoeken tot', bijvoorbeeld "De PvdA flirt met het CDA" en 'sociaal zijn', bijvoorbeeld "met collega's flirten". Sommige flirtexperts zien flirten niet als verleiden, maar als een manier om positieve aandacht aan iemand te geven.

## Verschillende soorten flirten
Flirten kan het begin zijn van de hofmakerij, de menselijke paringsdans. Het gehele proces wordt verleiden, versieren of veroveren genoemd. 
In het flirten zelf worden twee fases onderscheiden: de voorbereiding en het actief bezig zijn. De eerste fase is passief en legt de nadruk op de actienemer. Hij of zij is flirtbaar, bewust van zichzelf en van wat hij of zij zoekt. De tweede fase is actief. Een persoon probeert daadwerkelijk contact te maken door spanningen weg te nemen en een emotionele verbinding te maken.

## Etymologie en synoniemen
Het woord 'flirten' komt uit de Franse taal. In de 16de eeuw ontstond de uitdrukking "conter fleurette", wat vrij vertaald "spreken in bloemetjes" betekent. Van een man die frivool en lieflijk sprak om een vrouw te bekoren en te verleiden, werd gezegd "il conte fleurette". De Engelsen hebben de benaming overgenomen en 'fleurette' verbasterd tot "flirting".
Via Engeland is het woord 'fleardian' in de 17e eeuw ook in Nederland terechtgekomen, maar dan met de iets minder positieve betekenis van "zich zinloos bezighouden".
Sinds eind 19e eeuw wordt het Engelse leenwoord 'flirten' in Nederland gebruikt met de tegenwoordig bekende betekenis 'het hof maken'. Zelfstandig naamwoord "flirt". 
Flirten wordt ook "sjansen" (afgeleid van het Franse woord chance, dat "geluk" betekent) genoemd. Ook worden de uit het Frans overgenomen woorden "koketteren" en "avances doen of maken" wel gebruikt. Een verouderd woord voor flirten is "hoven".

## Flirten als vaardigheid
Sinds eind jaren '90 is leren flirten als cursus in de mode. Mensen leren hierin intenser en socialer te zijn in communicatie. Dit door iemand emotioneel te raken, bijvoorbeeld met een compliment of door meer jezelf te zijn. 
Sinds begin 2000 wordt er ook een link tussen flirten en zakendoen gelegd. In dat verband moet flirten ruimer en vooral niet-seksueel gezien worden. Flirten is dan oprecht interesse tonen in een collega of een klant.
Het algemene idee hierachter is dat als iemand oprecht en goed een connectie maakt met iemand anders, zijn of haar behoefte aan erkenning wordt vervuld en hij of zij meer geneigd is om iets terug te doen.